# Kwart (muziek)
Een kwart (van Latijn: quartus, de vierde) is in de muziektheorie het interval in een diatonische toonladder tussen een eerste toon en de daarboven liggende vierde. Een kwart omvat drie toonafstanden, dat kunnen hele en halve toonafstanden zijn. De gebruikelijke reine kwart bijvoorbeeld bestaat uit twee hele en een halve toonafstand. Het interval tussen bijvoorbeeld de tonen c en f is dus ook een kwart. Men zegt dat de f een kwart boven de c ligt. Daarnaast wordt ook de toon die in een diatonische toonladder op de vierde toontrap ligt, de kwart genoemd. Zo is de f de kwart in de toonladder van c. Ook wordt de tweeklank die bestaat uit twee tonen die een kwart uit elkaar liggen, als kwart aangeduid. De tweeklank c-f is een kwart, of de tonen c en f vormen een kwart. 

## Varianten
De meest voorkomende kwarten zijn de reine kwart, de verminderde kwart en de overmatige kwart.

### Reine kwart
De reine kwart is nauw verwant met de reine kwint: het is er de omkering van. In de reeks natuurtonen is de reine kwart een interval met de frequentieverhouding 4:3, dat is opgebouwd uit 2 hele en een halve toon. Hiervan afgeleid wordt elke kwart rein genoemd met een toonafstand van 2 hele en een halve toon. Een reine kwart wordt wel aangeduid als P4.
- Voorbeeld: het interval tussen c' en f' is een reine kwart .

### Verminderde kwart
Als de hogere toon van een reine kwart chromatisch met een halve toon verlaagd wordt, heet het interval een verminderde kwart.
- Voorbeeld: het interval tussen c' en fes' is een verminderde kwart .

### Overmatige kwart
Als de hogere toon van een reine kwart chromatisch met een halve toon verhoogd wordt, heet het interval een overmatige kwart. De toonafstand in een overmatige kwart bedraagt dus 3 hele tonen (tritonus).
- Voorbeeld: het interval tussen F en B is een overmatige kwart.

Een overmatige kwart klinkt dissonant, heeft iets geforceerds en wordt ook wel tritonus of "duiveltje" (diabolus in musica) genoemd. Alle kwarten tussen stamtonen zijn rein (C-F, D-G, E-A, G-C, A-D, B-E), behalve de kwart F-B, deze is overmatig. De overmatige kwart is de omkering van de verminderde kwint.

## Stemming
De kwart is een interval in de muziek dat in reine stemming een frequentieverhouding van 4:3 heeft, wat overeenkomt met 498 cent. Ook in de stemming van Pythagoras is de kwart natuurrein. Een kwart in gelijkzwevende stemming is echter precies 500 cent.

## Overig
De kwart is nauw verbonden met de kwint. De toon die een kwart boven de grondtoon ligt, vormt met het octaaf een kwint. De kwart is de omkering van de kwint. 
- Let wel 1: De term kwart wordt ook gebruikt voor een noot die de lengte heeft van één vierde van een hele noot. Een maat kan gedefinieerd worden aan de hand van het aantal kwartnoten die hij bevat, bijvoorbeeld een vierkwartsmaat bevat kwartnoten.
- Let wel 2: De term kwarttoon wordt gebruikt in microtonale muziek, zoals in de kwarttoonverdeling van het octaaf; deze kwarttoon heeft niets te maken met de kwart als tonaal interval zoals hierboven beschreven.